# جول باغروان (حجر)
'

تعديل مصدري - تعديل

جول باغروان هي إحدى قرى عزلة الجول بمديرية حجر التابعة لمحافظة حضرموت، بلغ تعداد سكانها 151 نسمة حسب تعداد اليمن لعام 2004.